# 円山 (札幌市)
円山（まるやま）は、北海道札幌市中央区にある標高225 mの山である。所在地となる地名も同名である。石狩平野に面し、札幌市の中心から西の近くにあり、札幌市民の行楽の場になっている。山の大部分は円山原始林として保護されているが、過去に人の手が入っているので厳密な意味での原始林ではなく、天然林にあたる。また、円山原始林は道の天然記念物に三角山原始林、藻岩山原始林と共に指定されている。

## 地形と地質
札幌市西部の山地の端にあたるが、山塊はほぼ独立している。北、東、西で平地に面し、南は双子山という低い丘に続く。山頂から北西に長い尾根が、西にはそれより短い尾根が延びる。登山道はこの尾根沿いにつけられている。一帯の町名は円山で、その西の市街には円山西町（1-10丁目）がある。
西から北へ、山裾を円山川が流れる。東側の麓には界川が流れるが大部分が暗渠化されている。
山の基盤は第三紀中新世から漸新世に生成された西野層で、これを安山岩質の溶岩が第四紀初頭に貫いて頂上部ができあがった。

## 歴史
もともとアイヌ人は、この山のことを「モイワ」（「小さな山」の意）と呼んでいたが、札幌中心部から見た山の形が丸いことから、明治時代に和人によって「円山」と名付けられた。「モイワ」の名は和人の誤解によって、円山の南東にある藻岩山に引き継がれることとなった。
札幌に北海道の本府を建設するために訪れた島義勇開拓判官は、都市計画を練るため円山に登った。島開拓判官は、円山に神社を置いて宗教的守りとし、東に市街を設けることを決めた。1871年（明治4年）に、円山の北の麓に札幌神社が造られた。後の北海道神宮である。
開拓使と以後の行政官庁は円山の山林の保護を基本政策とした。1872年（明治5年）に山頂からの石材切り出しが許可され、採石がはじまったが、翌年には禁止された。その1873年（明治6年）に円山の周辺での伐採は禁止された。一方、札幌神社の外苑、円山の西の麓には、1880年（明治13年）に円山養樹園という試験林が作られ、1891年（明治24年）に移転廃止された。
円山の植物の豊かさは科学的な知見から注目された。札幌農学校（後の北海道大学）教授の植物学者宮部金吾は円山や藻岩山をフィールドとしていたが、1893年（明治26年）にハーバード大学のサージェント博士を当地に案内して、世界の学会にこの豊富な植物相が紹介されることとなった。1913年（大正2年）には原生天然保存林に指定され、1921年（大正10年）3月3日、円山原始林として国の天然記念物に指定された。ただし市街地に近い東側の斜面は天然記念物の指定からは外れている。宮部や彼に学んだ北海道大学教授の舘脇操は、円山の植物の調査や保護に尽力した。
札幌市は養樹園の跡地に公園を設けることにして、1903年（明治36年）から徐々に円山公園の整備を進めた。1932年（昭和7年）から1934年（昭和9年）にかけて円山公園に運動場が作られた。1951年（昭和26年）には札幌市円山動物園が開園した。

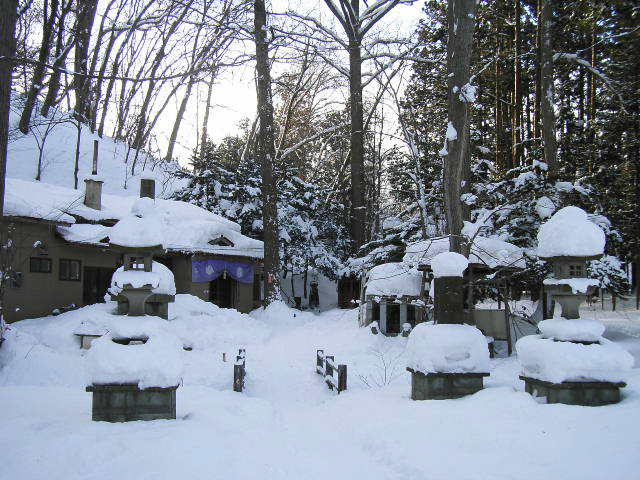
円山大師堂（2005年1月）

1914年（大正3年）に四国八十八箇所にならって88か所の石仏が設けられてから、登山が盛んになった。北西の麓にある大師堂はこのとき建てられた。多くの小さな石の仏像が北西の登山道の脇にある。また、一時は南の西の麓でスキーが行われた。
20世紀に入ると麓に住宅が増え始め、1960年代に周辺はまったく市街地と化した。21世紀初めの現在では一部で中腹まで家が建てられ、山は住宅地に取り囲まれている。

## 登山

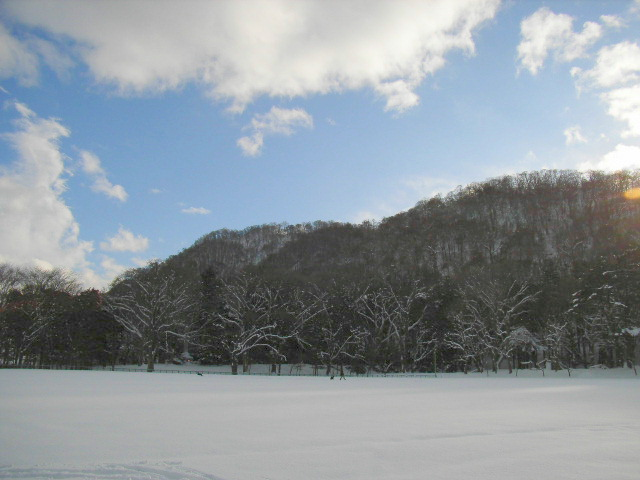
北から見た円山（2005年1月撮影）

円山の登山道は1914年（大正3年）に上田万平・善七兄弟によって開かれた。その際、上田善七が成田山神栄寺住職と相談し、道内に居住する四国からの移住者に呼びかけて四国八十八箇所に因んだ88の観音像を登山道に沿って建立することとし、円山八十八箇所と呼ばれている。その後も献像は続けられ登山道にある観音像は200体以上になっている。
円山には、八十八カ所入口から円山山頂（約1km）、円山山頂から円山西町入口（約0.7km）、円山西町入口から八十八カ所入口（約1km）の周回コースの自然歩道（円山ルート）が整備されている。八十八カ所入口から円山山頂までのルートは八十八カ所ルート、円山西町入口から円山山頂までのルートは動物園ルートと呼ばれている。
毎年5月が山開きで、10月が山納めである。円山は大都市のそばとしては豊富な自然を残しており、八十八箇所の参拝者、家族連れ・グループでのハイキング、バード・ウォッチングなど動植物の観察等の目的で多くの市民が登山に訪れる。山頂からは天気が良ければ札幌市街を一望できる。

## 周辺の山
- 手稲山
- 藻岩山
- 三角山
- 大倉山 など

## 周辺の施設
- 円山公園 - 札幌市円山動物園、札幌市円山球場、札幌市円山競技場、坂下野球場
- 旭山記念公園
- 宮の森ジャンプ競技場
- 札幌市営地下鉄東西線円山公園駅